# Ґодзілла: Планета монстрів
«Ґодзілла: Планета монстрів» (яп. GODZILLA 怪獣惑星, ґодзіра кайдзю вакусеі; також знаний як Ґодзілла Частина 1: Планета монстрів) — японський анімаційний кайдзю-фільм 2017 року режисерів Кобуна Шізуни та Хіроюкі Сешіти за сценарієм Гена Уробучі. Фільм створений Toho Animation та Polygon Pictures. Дистрибютором фільму у всіх країнах, крім Японії, є Netflix. Це 32-й фільм у франшизі «Ґодзілла», 30-й фільм про Ґодзіллу, створений Toho, перший анімаційний фільм у франшизі та другий фільм про Ґодзіллу у епосі Рейва.
«Ґодзілла: Планета монстрів» розповідає про людей, які покинули Землю, а тепер намагаються переколонізувати її через 20 000 років, в той час, як планету захопив Ґодзілла. У японському кінопрокаті фільм вийшов 17 листопада 2017 року, а у всьому світі — 17 січня 2018 року на Netflix. Пізніше, у 2018 році, вийшло два продовження — «Ґодзілла: Місто на грані битви» та «Ґодзілла: Поїдач планет».

## Сюжет
У 20-му столітті людство було атаковане численнимми монстрами. На допомогу прийшли релігійні прибульці ексіфи та технічно розвинені білусалудо. Останні побудували Мехаґодзіллу, але зазнали невдачі. Люди разом з ексіфами і білусалоду покинули Землю на космічному кораблі Аратрумі.
Пройшло 20 років після того, як люди покинули Землю. Харуо Сасакі ненавидить Ґодзіллу, через якого загинули його батьки. Комітет корабля хоче відправити людей похилого віку, включаючи діда Харуо, на невідому планету на розвідку. Харуо не хоче цього допустити, і погрожує комітету. Його заарештовують, і він стає свідком вибуху розвідувального шатла, на якому знаходився його дід. Харуо хоче повернутися на Землю, і дає ексіфу Метфісу інформацію про слабкості Ґодзілли. Той анонімно публікує її. Через це люди вирішують повернутися на Землю.
Прибувши до Землі, комітет посилає безпілотники для розвідки. Виявляється, що Ґодзілла все ще живий. Однак Метфіс розкриває справжнього автора дослідження, і Харуо розповідає про те, що в Ґодзілли є точка, за допомогою якої він створює електромагнітний щит. Харуо каже, що якщо пошкодити її, Ґодзіллу можна буде вбити. Він каже, що для реалізації плану йому потрібно 600 чоловік. Прибувши на Землю, Харуо з двома батальйонами виявляють, що за цей час атмосфера Землі дуже змінилася. На них нападать драконоподібні істоти під назвою Сервуми. Під час битв з Сервумами багато людей помирає. Незабаром один із батальйонів зустрічається з Ґодзіллою. Ліланд провокує Ґодзіллу, який вбиває його. Завдяки цьому виявляється, що точка Ґодзілли, за допомогою якої він створює електромагнітний щит — це один з його спинних пластин. Командування переходить до Метфіса, але той передає його Харуо, який переконує всіх залишитися і перемогти Ґодзіллу. Харуо та батальйонам вдається вбити Ґодзіллу, але виявляється, що це лише його клон, а перший Ґодзілла за 20 000 років, які пройшли за це час на Землі, виріс до 300 метрів у висоту. Перший Ґодзілла знищує майже весь екіпаж, а Харуо втрачає свідомість.
В сцені після титрів Харуо прокидається в якомусь домі і бачить перед собою невідому дівчину.

## Кайдзю
- Ґодзілла Філіус
- Ґодзілла Земля
- Сервуми
- Камакурас
- Догора
- Дагара

## В ролях[4]
- Мамору Міяно — Харуо Сасакі (дорослий)
- Ая Сузакі — Харуо Сасакі (дитина)
- Такахіро Сакурай — Метфіс
- Томоказу Сугіта — Мартін Лаззарі
- Юнічі Сувабе — Мулу-Елу Ґалу-Ґу
- Кента Міяке — Рілу-Елу Белу-Бе
- Кана Ханазава — Юко Тані
- Юкі Кадзі — Адам Біндевальд
- Дайсуке Оно — Еліотт Ліланд
- Кеню Хоріучі — Анберто Морі
- Казуя Накаі — Халу-Елу Долу-До
- Казухіро Ямадзі — Ендарфу

## Виробництво
У серпні 2016 року Toho оголосили про створення анімаційного фільму про Ґодзіллу, який заплановано випустити у 2017 році. Було оголошено про те, що сценаристом є Ген Уробучі, режисерами є Кобун Шізуно та Хіроюкі Сешіта, а студією, яка анімує фільм, є Polygon Pictures.. У січні 2017 року Уробучі у своєму Twitter-акаунті оголосив основних акторів. У березні 2017 року Toho оголосили, що цей фільм стане першим у новій трилогії.
Співрежисер Шізуно заявив: «З самого початку Toho не обмежували нас попередніми фільмами у франшизі. Ми створили цей фільм, маючи свободу уяви, яку пропонує анімація.» Щодо нового дизайну Ґодзілли співрежисер Сешіта сказав: «З його масою м'язових волокон і унікальною тканиною тіла, що підтримує його величезну масу, він виглядає надзвичайно міцним. Він виглядає, як страшне божество, таке, що навіть ми, його творці, мусимо поклонитися йому. Це наш Ґодзілла». Саундтрек до фільму створив Такаюкі Хатторі, що стало його третім внеском у франшизу «Ґодзілла». Про свою роботу над саундтреком цього та наступного фільму Хатторі сказав:
|  | Через 18 років після «Ґодзілли 2000» я радий повернутися у світ нової «Ґодзілли», який розпочав «Шин Ґодзілла». Це перший анімаційний фільм в історії «Ґодзілли», і я дуже радий, що зможу взяти участь у його створенні, хоча в той же час я відчуваю, що це дуже велика місія. Я думаю, що це буде фільм про Ґодзіллу, який ви собі взагалі не уявляєте. Я виразив у музиці свої власні почуття щодо персонажів і присутність Ґодзілли, створеного двома режисерами, містером Шізуно та містером Сешітою. |

На «AnimeJapan 2017» 26 березня 2017 року було розкрито більше подробиць про фільм. Того ж місяця вийшов тизер-плакат фільму, згідно з яким фільм мав вийти у театрах Японії 17 листопада 2017 року. Режисери фільму відвідали Міжнародний фестиваль анімаційного кіно, щоб розкрити більше деталей про фільм. У червні 2017 року показали новий плакат із деталізованим дизайном Ґодзілли зі слоганом «Відчай розвивається». У серпні 2017 року вийшов новий трейлер та плакат зі слоганом «Хто зникне — людина чи Ґодзілла?».
У японському кінопрокаті фільм вийшов 17 листопада 2017 року. У березні 2017 року було оголошено, що фільм транслюватиметься в 190 країнах на Netflix після виходу у японських кінотеатрах. Ґреґ Пітерс, президент Netflix Japan, заявив: «Співпраця з найкращими творцями, такими як Toho, з метою додавання Ґодзілли у Netflix для користувачів у понад 190 країнах, є для нас дуже важливою». У січні 2018 року Netflix оголосив, що фільм вийде у всьому світі на їх платформі 17 січня 2018 року.
Фільм отримав середні і змішані відгуки, переважно через нетиповий як для франшизи сюжет та нецікавих персонажів.